# Antônio Carlos Altieri
Antônio Carlos Altieri SDB (ur. 18 października 1951 w São Paulo) – brazylijski duchowny katolicki, arcybiskup Passo Fundo w latach 2012-2015.

## Życiorys
17 grudnia 1978 otrzymał święcenia kapłańskie w zgromadzeniu księży salezjanów. Był m.in. dyrektorem zakonnego instytutu w Lorena, radnym inspektorii salezjańskiej w São Paulo oraz przełożonym tejże inspektorii. W latach 2000–2006 przebywał w Rzymie, gdzie opiekował się studentami salezjańskimi uczącymi się na Papieskim Uniwersytecie Salezjańskim.
26 lipca 2006 został mianowany biskupem ordynariuszem diecezji Caraguatatuba. Sakry biskupiej udzielił mu 28 października 2006 ówczesny prymas Brazylii - kard. Geraldo Majella Agnelo.
11 lipca 2012 papież Benedykt XVI mianował go ordynariuszem archidiecezji Passo Fundo.
Paliusz otrzymał z rąk papieża Franciszka w dniu 29 czerwca 2013. 15 lipca 2015 papież Franciszek przyjął jego rezygnację z pełnionego urzędu zgodnie z kanonem 401 § 2 Kodeksu Prawa Kanonicznego, złożoną w wyniku wykazanych w czasie wizytacji kanonicznej nadużyć finansowych.